# 杰伊·盖丁格
杰伊·帕特里克·盖丁格（英語：Jay Patrick Guidinger，1969年8月18日—），美国NBA联盟前职业篮球运动员。